# Ammoecioides granosus
Ammoecioides granosus är en skalbaggsart som beskrevs av Bordat 2005. Ammoecioides granosus ingår i släktet Ammoecioides och familjen Aphodiidae. Inga underarter finns listade i Catalogue of Life.